# .am
.am es el dominio de nivel superior geográfico (ccTLD) para Armenia.

## Reglamentos
El registro para el dominio .am está operado por ISOC-AM, el capítulo local de la Internet Society.
Notas reglamentorias:
- Cualquier persona en el mundo puede registrar los dominios .am, .com.am, .net.am, .org.am por un costo.
- Cada nombre de dominio está sujeto a revisión. Generalmente cada revisión toma aproximadamente 2 o 3 días laborables.
- Las leyes de Armenia prohíbe que sus nombres de dominio sean utilizados para sitios web de spam, pornografía o terrorismo.[2]
- El AM-NIC fue trasladado a la compatibilidad de direcciones con el sistema de DNS global.
- Los nombres compatibles con Unicode no serán establecidos en AM-NIC hasta que todos los problemas relacionados con IPv6 estén resueltos.